# Nabrđe
Pour le village kosovar, voir Nabrđe (Peć).
Nabrđe (en serbe cyrillique : Набрђе) est un village de Serbie situé sur le territoire de la ville de Požarevac, district de Braničevo. Au recensement de 2011, il comptait 182 habitants.

## Démographie
| 1948 | 1953 | 1961 | 1971 | 1981 | 1991 | 2002 | 2011 |
| ---- | ---- | ---- | ---- | ---- | ---- | ---- | ---- |
| 493  | 525  | 503  | 453  | 449  | 392  | 346  | 182  |

|  |